# Glazba u 2019.
◄◄ | ◄ | 2016. | 2017. | 2018. | 2019.  | 2020. | 2021. | 2022. | ► | ►►
Arhitektura • Astronautika • Astronomija • Biologija • Film • Fotografija • Glazba • Kazalište • Kemija • Kiparstvo • Knjige • Književnost • Kršćanstvo • Meteorologija • Medicina • Planinarstvo • Politika • Pravo • Promet • Slikarstvo • Strip • Šport • Televizija • Znanost • Zrakoplovstvo • Željeznički promet
Glazba u 2019.

## Svijet

### Glazbena djela
- Albumi iz 2019.

### Nagrade i priznanja
- Pjesma Eurovizije:

### Smrti
- 10. prosinca – Marie Fredriksson, švedska pjevačica (Roxette)  (* 1958.)

## Hrvatska i u Hrvata

### Događaji
- U listopadu 2019. održan je posljednji, 14. Zagrebački međunarodni festival komorne glazbe.[1]

### Smrti
- 4. rujna – Dušan Prašelj, hrvatski dirigent, skladatelj, zborovođa, melograf, kulturni djelatnik[2]

## Vanjske poveznice
|  | Zajednički poslužitelj ima još gradiva o temi Glazba u 2019. |